# Pázmán Ferenc

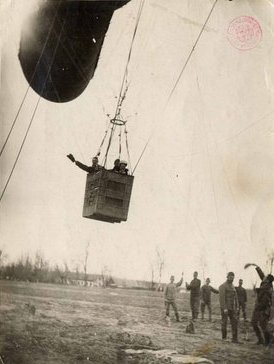
Az Első Magyar Tábori Színház látogatása a ballonosztagnál Majdanban (orosz front). Pázmán Ferenc és Komáromy Gizi útban 500 méter magasra Stanislau fölé

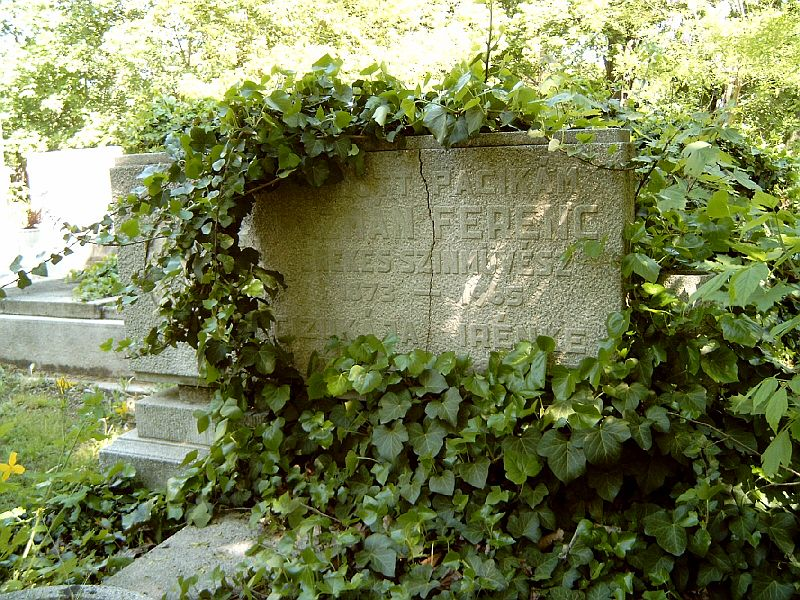
Pázmán Ferenc sírja a budapesti Új köztemetőben: 21/IV-1-299/230

Pázmán Ferenc, 1901-ig Pichler (Bécs, 1873. szeptember 24. – Budapest, 1965. január 11.) magyar színművész, jól képzett bariton hangú énekes.

## Életpályája
Pichler Ferenc és Jäger Teréz fiaként született. Énekelni tanult, majd Solymosi Elek színiiskolájába járt. Makó Lajos temesvári társulatában kezdte pályáját 1900-ban. 1903-tól 1906-ig a Népszínház, majd annak átnevezését követően 1907–1908-ban a Népszínház–Vígopera tagja volt. 1904. október 29-én Budapesten, a Terézvárosban házasságot kötött Kasper Gizella színésznővel. Feleségével együtt utazva, 1908-tól 1912-ig német színpadokra szerződött (Bécs, Berlin, Hamburg). 1912-től a Népoperában, 1916-ban és 1917-ben Kassán és Brassóban lépett fel.
Az Uranus Magyar Mozgófényképgyár laborját 1916–1917-ben egy évre bérelte, mert négy filmet szándékozott forgatni (beceneve alapján az ún. Paci-filmeket).
Az első világháborúban öt hónapig frontszolgálatot teljesített, majd a frissen létrehozott frontszínházban lépett fel. 1917 júliusától az Első Magyar Front Színház vezetője lett. Felesége is szerepelt itt, ahogy írták: „Tapsorkánnal jutalmazta a hallgatóság Pázmánné cselédnótáit, a Treszka-dalokat”.
Az újság híradása szerint: „Magyar szinészekből és szinésznőkből szintársulat alakult, mely a fronton előadásokat tart katonáinknak, hogy felüdítse lelküket a nemes szórakozással a harcok fáradalmai között. A fronszinház tagjai, akik a szerbiai körútjuk után Montenegróba és Albániába mentek a következők: Bálint Béla, Ujvári Károly, Vécsey Sándor, Ernyei Aurélia, Pázmán Ferenc, Gergely Zita, Jakabffy Jolán, Zilahy Gyula, Pázmán Ferencné, Jásó Miklós, Jász J. Szentesi János, Kovács Imre, Benes Ilona. A szintársulat katonai vezetője: Petykó József honvédszázados.”
1918 márciustól 1923 őszéig a Városi Színházhoz szerződött. Párhuzamosan 1917-ben a Városligeti Színkörben, 1918-ban a Vígszínházban, 1920-ban a Budai Színkörben, 1922-ben a Faun Kabaréban is fellépett (utóbbiban feleségével együtt).
Az 1920-as évek közepén egy időre visszavonult a színészettől, s írással is próbálkozott, s főként a Székely István rendezte filmekben vállalt szerepet. 1927-ben a Fővárosi Operettszínházban még szerepelt, de állandó szerződést már nem kapott.

## Akvarisztikai működése
Pázmán Ferenc neve fennmaradt, mint akvaristáé is. Külföldi szerződései alkalmával magával vitte akváriumait, így Hamburgban is vele voltak. Hamburg különleges e szempontból, mert a tengeri hajókon sokféle egzotikus szállítmány között halak is voltak. Már az 1900-as évek elején külön üzletággá fejlődött a díszhalak behozatala. Pázmán 1908-ban a bécsi Kertépítő Társaságtól („Gartenbau Gesellschaft”) emlékoklevelet nyert a társaság kiállításán bemutatott akváriumaival.

## Szerepei

### Színházi szerepei
- Ábris (Tóth Ede: A tolonc)
- Peti (Csepreghy Ferenc: A sárga csikó)
- Szepi (Jarnó György: Tengerész Kató)
- Orpheus (Offenbach: Orpheus a pokolban)
- Gratiano (William Shakespeare: A velencei kalmár. Nemzeti Színház, 1902.)

### Filmszerepei
- Paci kirándul (1915)
- Paci kalandjai a budapesti állatkertben (1915)
- Paci, a muszkaverő (1915)
- A fogadalom (1920)
- A keselyű (1921) – Gergő
- Tavaszi szerelem (1921)
- Dauphin, 1923. Vita-film AG (Ausztria). Rendező: Korda Zoltán. (Osztrák cím: Der Dauphin von Frankreich. Angol forgalmazási cím: The Dauphin of France).
- A síron túl (1923)
- Csak nővel ne! (1924)
- Zsuzsánna és a vének (1928)
- A kék bálvány (1931) – Béla bácsi, Lóránt György nagybátyja
- Hyppolit, a lakáj (1931, magyar-német) – Schneider barátja
- Rákóczi induló (1933, magyar-német-osztrák) – tábornok
- Egy éj Velencében (1934, magyar-német) – szállodaportás
- Ida regénye (1934) – anyakönyvvezető
- Lila akác (1934) – Tóni, kocsis
- Szerelmi álmok (1935) – vendég a koncerten
- Budai cukrászda (1935) – Szemerédy államtitkár a tárlaton
- Nászút féláron (1936) – kézbesítő
- Mámi (1937) – vendég a bálon
- 3 : 1 a szerelem javára (1937) – szurkoló
- Két fogoly (1937) – fogadóbizottsági tag
- A Noszty fiú esete Tóth Marival (1937, magyar-német-osztrák) – Rózsika apja
- Cifra nyomorúság (1938) – vendég Feliczyék estélyén
- A miniszter barátja (1939) – gróf Gallay Kázmér
- Dankó Pista (1940) – német orvos
- Mágnás Miska (1949) – vendég a fogadáson